# Moselle Open 2023
Moselle Open 2023 a fost un turneu de tenis care s-a jucat pe terenuri hard acoperite. A fost cea de-a 25-a ediție a Moselle Open și a fost un turneu de nivel ATP 250 din Circuitul ATP 2023. A avut loc la Arènes de Metz între 5 noiembrie și 11 noiembrie 2023.

## Campioni

### Simplu masculin
Pentru mai multe informații consultați Moselle Open 2023 – Simplu

### Dublu masculin
Pentru mai multe informații consultați Moselle Open 2023 – Dublu

## Puncte și premii în bani

### Distribuția punctelor
| Probă  | C   | F   | SF | QF | R16 | R28 | Q   | Q2  | Q1  |
| Simplu | 250 | 150 | 90 | 45 | 20  | 0   | 12  | 6   | 0   |
| Dublu  | 250 | 150 | 90 | 45 | 0   | N/A | N/A | N/A | N/A |

### Premii în bani
| Probă  | C        | F        | SF       | QF       | R16     | R28     | Q2      | Q1      |
| Simplu | 85.605 € | 49.940 € | 29.355 € | 17.010 € | 9.880 € | 6.035 € | 3.020 € | 1.645 € |
| Dublu* | 29.745 € | 15.910 € | 9.330 €  | 5.220 €  | 3.070 € | N/A     | N/A     | N/A     |

*per echipă